# Westermannia albiceps
Westermannia albiceps är en fjärilsart som beskrevs av Matsumura 1931. Westermannia albiceps ingår i släktet Westermannia och familjen trågspinnare. Inga underarter finns listade i Catalogue of Life.